# Papuanella papija
Papuanella papija är en insektsart som beskrevs av Medler 2000. Papuanella papija ingår i släktet Papuanella och familjen Flatidae. Inga underarter finns listade i Catalogue of Life.